# Bitva u Belmontu
Bitva u Belmontu se odehrála během americké občanské války dne 7. listopadu 1861. Unionisté (asi 3000 mužů) pod velením Ulyssese Granta se střetli se silami konfederace, které byly pod velením generála Gideona Pillowa.

## Průběh střetu

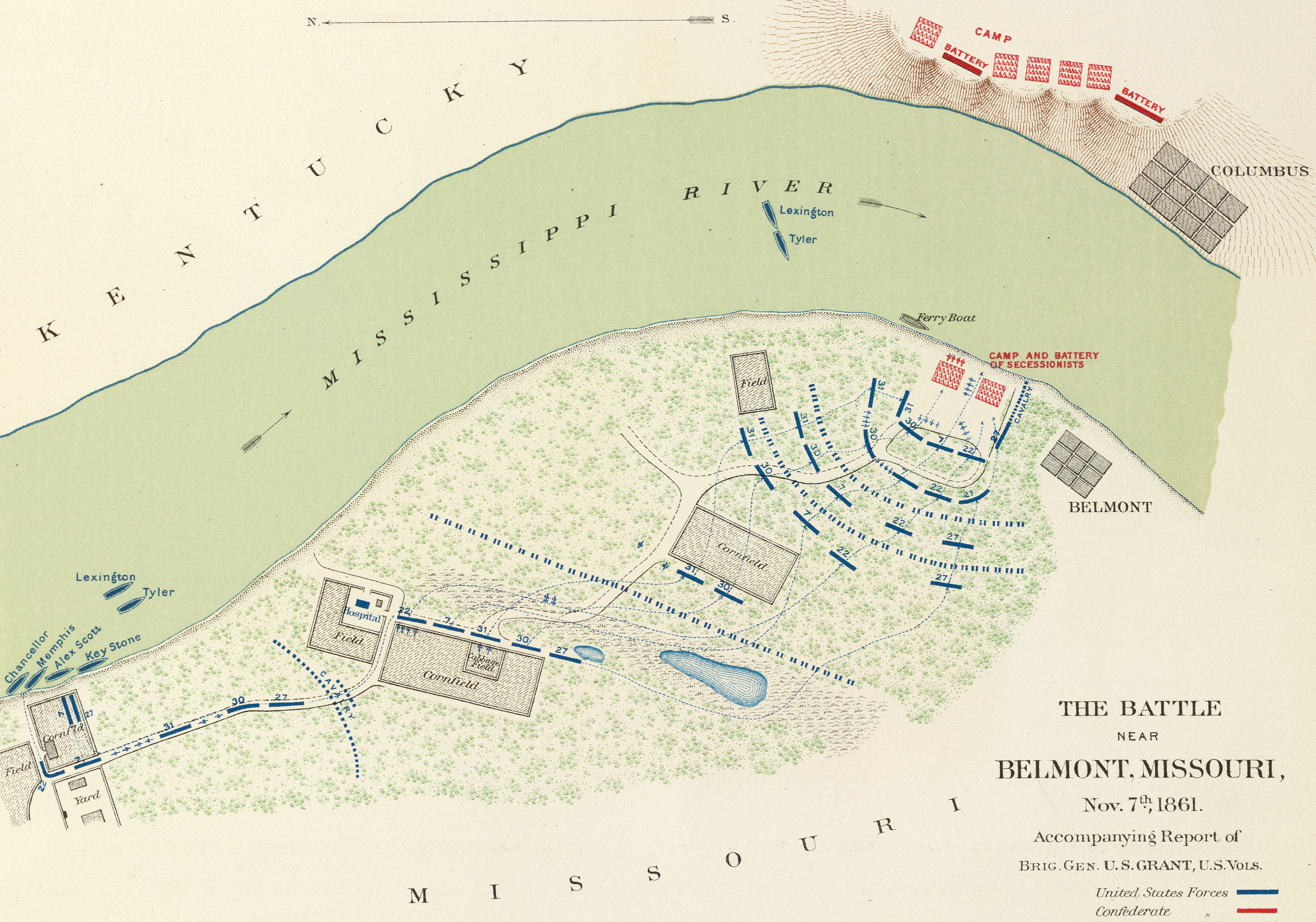
Bitva u Belmondu

Unionisté překročili řeku Mississippi, na místě vylodění nechali jako pojistku pluk pěchoty a poté se přesunuli k útoku na město Belmont, 3 míle daleko, kde bylo 2 500 mužů vojska konfederace pod velením Pillowa. Bitva byla velmi krutá, ale unionisté, mající velkou početní převahu, začali vytlačovat vojáky konfederace z jejich pozic. Když však posily pro vojsko konfederace začaly přicházet z jiných oblastí a hrozilo, že unionisty odříznou od vyloďovací oblasti, Grant se rozhodl ustoupit. Jednotky Unie, kryté dělovými čluny USS Tyler a USS Lexington, dokázaly ustoupit k transportním lodím.
Obě strany prohlásily tuto bitvu za své vítězství. Na straně unionistů padlo 120 vojáků, 383 vojáků bylo zraněno a 104 vojáků bylo nezvěstných nebo zajatých. Na straně vojska konfederace padlo 105 vojáků, 419 vojáků bylo zraněno, 106 vojáků bylo zajato a 11 vojáků bylo nezvěstných; vojsko konfederace přišlo o 8 děl.